# Міжштатна автомагістраль 20
Міжштатна автомагістраль 20 (Interstate 20, I-20) — це головна автомагістраль зі сходу на захід на півдні Сполучених Штатів. I-20 пролягає 2477 км., починаючи від розв'язки з I-10 у Скрогінс-Дроу, штат Техас, і закінчуючи на розв'язці з I-95 у Флоренції, Південна Кароліна. Між Техасом і Південною Кароліною I-20 пролягає через північну Луїзіану, Міссісіпі, Алабаму та Джорджію. Основні міста, з якими з’єднує I-20, включають Даллас Техас, Шривпорт Луїзіана, Джексон  Міссісіпі, Бірмінгем Алабама, Атланта Джорджія, і Колумбія, Південна Кароліна.
Від кінцевої зупинки на I-95 шосе продовжується приблизно за 3,2 км., на схід до міста Флоренція як Interstate Business 20.

## Опис маршруту
I-22 сполучає Бірмінгем і передмістя Мемфіса, заповнюючи прогалину в системі міжштатних автомагістралей. Він починається на розв'язці з I-269 у Byhalia, Mississippi, приблизно в 40 км., від центру Мемфіса і йде на південний схід через північ Міссісіпі та Алабама, перш ніж закінчитися на розв'язці з I-65 приблизно 8 км., на північ від центру міста Бірмінгем, штат Алабама.

### Техас

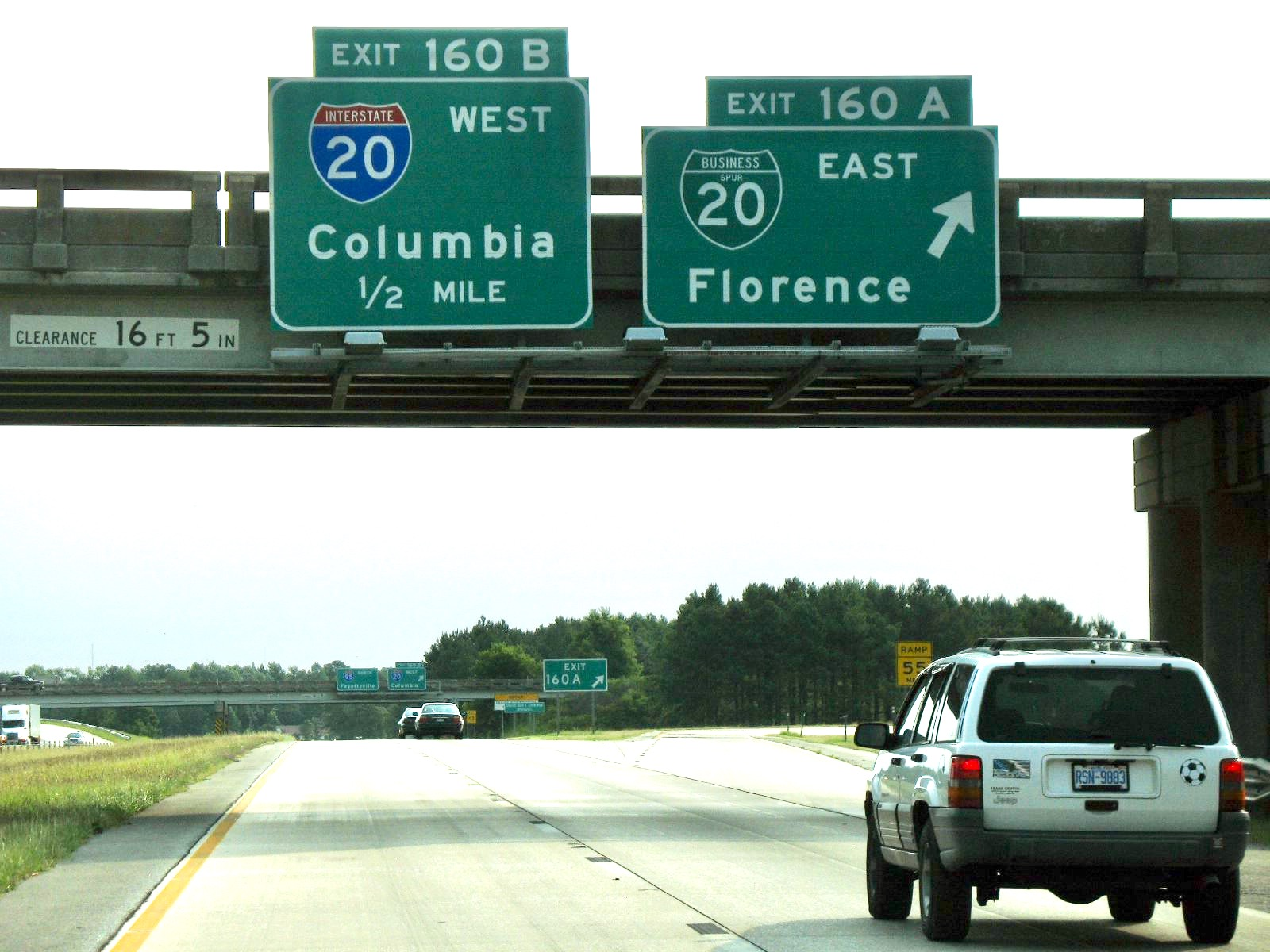
I-20 наближаючись до східної кінцевої станції на I-95, Флоренц

I-20 починається в Scroggins Draw на розвилці з I-10. Звідти шосе йде на схід-північний схід через Одесу, Мідленд і Абілін, а потім повертає на схід у напрямку Даллас–Форт-Ворт. Коридор La Entrada al Pacifico пролягає вздовж I-20 між трасою США 385 (US 385) і дорогою Farm to Market Road 1788 (FM 1788). Між Монаганс і I-10, I-20 має обмеження швидкості 80 миль/год (130 км/год).
З моменту відкриття шосе в 1960-х роках до 1977 року I-20 спочатку проходив через центр Metroplex через магістраль Даллас-Форт-Ворт. Цей старий маршрут тепер позначено як I-30 (магістраль Даллас–Форт-Ворт і від перехрестя US 80/I-30 у Мескіті до центру Далласа), US 80 (колишня ділянка між I-635 і Terrell) і державне шосе Spur 557 ( Spur 557, об’їзд навколо Terrell). У 1977 році I-20 було змінено, щоб пройти через південні частини Форт-Ворт, Арлінгтон, Гранд-Прері, Даллас і Мескіт. Він відокремився від старого маршруту спочатку на I-820 у західному Форт-Ворті, а пізніше на теперішньому перехресті біля Аледо в окрузі Паркер. Він з’єднується зі старим маршрутом біля Террелла. Частина I-20 у Далласі раніше підписувалася як I-635 і має спільну назву Ліндона Б. Джонсона з рештою I-635. Частини на південній стороні Форт-Ворт спочатку були підписані як I-820.

### Луїзіана
У Луїзіані I-20 проходить приблизно паралельно US 80 через північну частину штату.
В'їжджаючи до штату з району Васком, штат Техас, шосе відразу входить у столичний район Шрівпорт–Боссьєр-Сіті, перетинає I-49 поблизу центру Шривпорта та проходить поблизу бази ВПС Барксдейл у Босьєр-Сіті.
I-20 пролягає в основному сільською, горбистою місцевістю, минаючи Мінден, Ґремблінг і Растон до Монро.
Від Монро I-20 потрапляє на більш рівнинну місцевість, наближаючись до річки Міссісіпі. Перш ніж перетнути Міссісіпі, шосе проходить повз Таллулу. На річці Міссісіпі I-20 залишає Луїзіану та в’їжджає у Віксбург.

### Міссісіпі

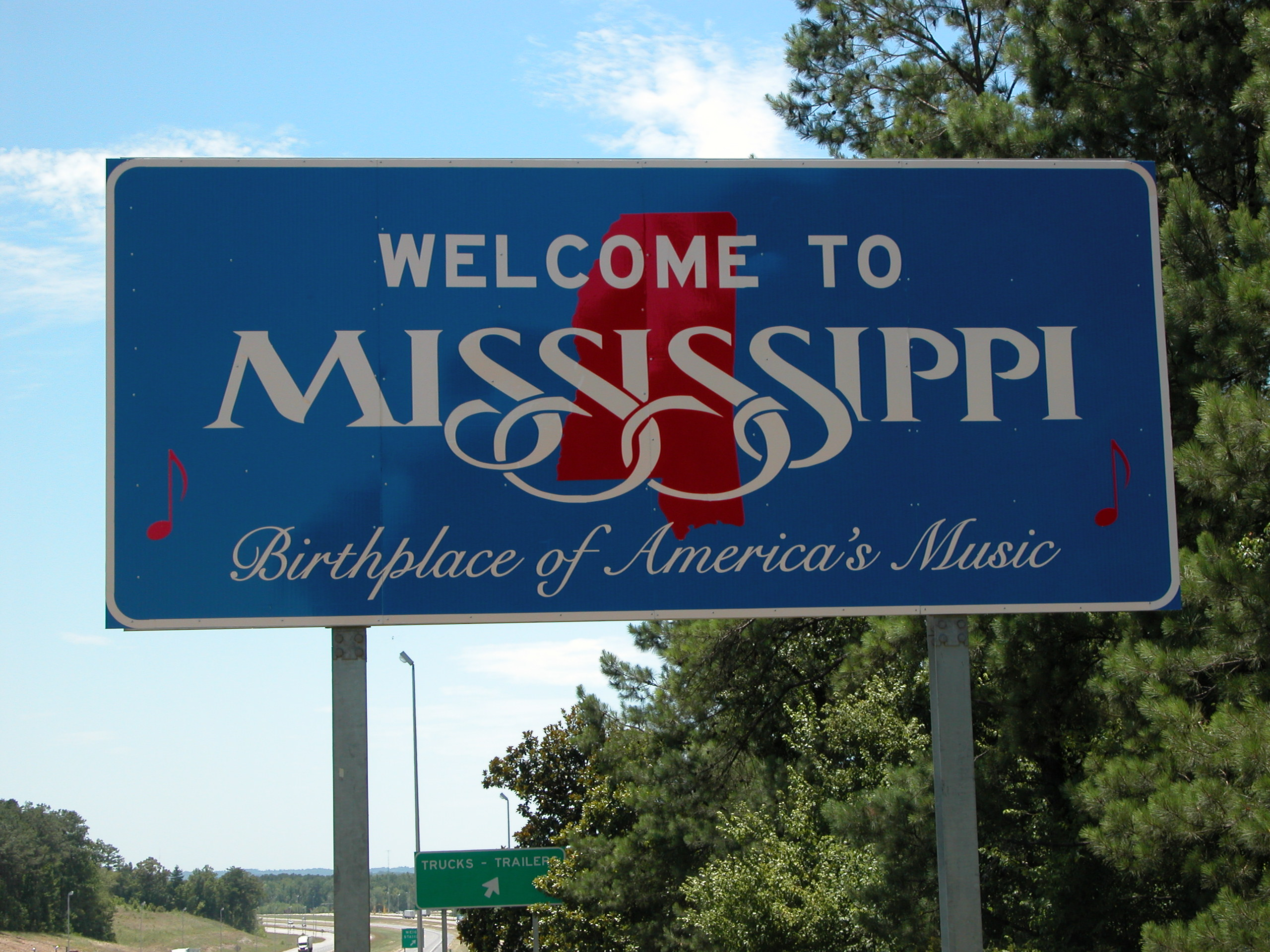
Фото державного вітального знаку на захід.

Після в'їзду в Міссісіпі через річку Міссісіпі I-20 одразу в'їжджає у Віксбург. Між Едвардсом і Клінтоном шосе здебільшого слідує оригінальній двосмуговій трасі US 80. У Джексоні I-20 коротко збігається з I-55 і US 49. Також у Джексоні є надзвичайно велика розв’язка стеків на вул. перехрестя I-20, I-55 North і US 49 South. Розв'язка замінює колишню напрямну розв'язку на I-55 North і конюшинову розв'язку на US 49. Від стеку I-20 продовжує рух на схід до Меридіана, де починається майже 160-мильна (260-кілометрова) перекриття з I-59.
Маршрут ділянки Міссісіпі I-20 визначено в Кодексі Міссісіпі § 65-3-3.

### Алабама

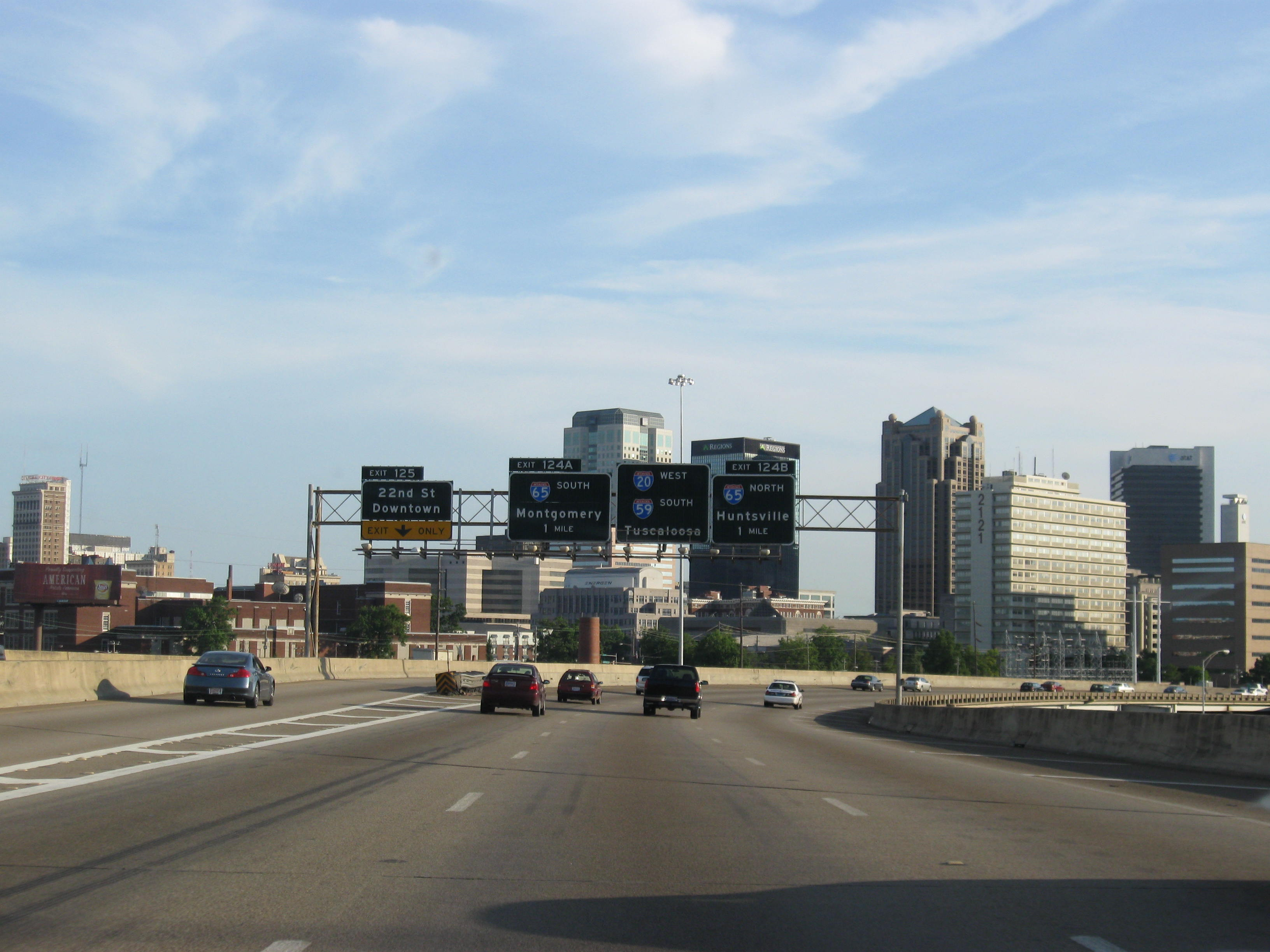
I-20 (підписано як I-59) наближається до I-65 у центрі Бірмінгема. Це іноді називають несправним з’єднанням.

I-20 (разом з I-59) перетинає межу штату Алабама поблизу Йорка та залишається з’єднаним, проходячи через західну Алабаму та Таскалузу. У Бірмінгемі дві магістралі проходять через центр міста разом, а потім розділяються на виїзді 130 на схід від аеропорту Бірмінгема. I-20 продовжує рух на схід через Оксфорд/Анністон, штат Алабама, і національний ліс Талладега, проходячи повз трасу Talladega Superspeedway, яку видно з шосе. Також у Бірмінгемі перехрестя I-20 / I-59 та I-65 було відоме як несправна розв’язка через дещо заплутану конструкцію розв’язки та кількість дорожньо-транспортних пригод, які там сталися. Ця ділянка міжштатної автомагістралі та її розв’язки були змінені.

### Джорджія

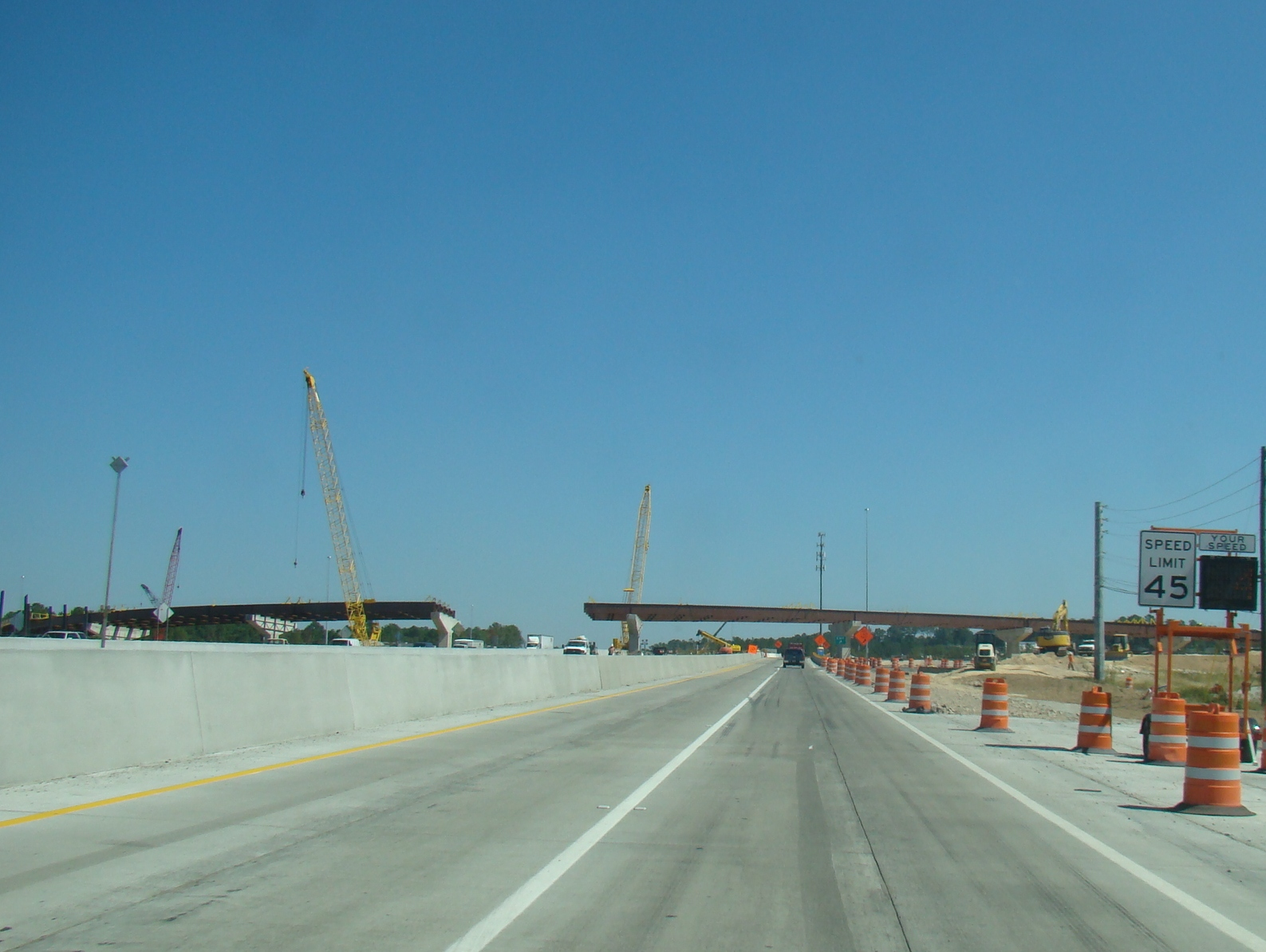
I-20 у східному напрямку на розв'язці I-520 в Огасті, штат Джорджія.

I-20 в'їжджає в Джорджію біля Таллапуси, а після проходження через західну Джорджію в'їжджає в агломерацію Атланти. У ясні дні автомобілісти, що прямують на схід, вперше бачать центр Атланти, коли переїжджають на пагорб Шість прапорів. Парк розваг «Шість прапорів над Джорджією» добре видно біля виїзду 46 у східному напрямку. Далі шосе проходить через центр Атланти, зустрічається з I-75 та I-85, які мають спільну швидкісну магістраль («Downtown Connector»). Він продовжується через Метрополітен Атланту на схід і через східну половину Джорджії, поки не виходить із штату, перетинаючи річку Саванна в Августі.

### Південна Кароліна
Після виходу з Августи I-20 перетинає річку Саванна, в’їжджає в штат Палметто і прямує на північний схід, минаючи Айкен і Лексінгтон, перш ніж досягти столиці штату Колумбія, куди можна потрапити пряміше, поїхавши на схід I-26 біля виїзду 64 («Несправність» Junction"), потім, майже відразу, I-126/US 76.